# Martin Erik Andersen
Martin Erik Andersen, född 1964, är en dansk skulptör och installationskonstnär.
Martin Erik Andersen utbildade sig på Det Kongelige Danske Kunstakademi i Köpenhamn 1985-92 och på Al Fonuun - Al Gamila (Konstakademien) i Kairo i Egypten 1988-89. Han blev 2009 professor i skulptur vid Det Kongelige Danske Kunstakademi. Han är sedan 2001 medlem i Den Frie Udstilling.
Han fick Eckersbergmedaljen 2004, Carl Nielsen och Anne Marie Carl Nielsens hederspris 2010 och Thorvaldsenmedaljen 2014.
| ”                                              | Martin Erik Andersens arbejde handler i høj grad om transformation, om transport at stof, at oversætte én åndelig og æstetisk tradition til en ny og anden. Det handler om krop og håndværk, om tid, refleksion og indlejringer. Med en formidabel poetisk kraft åbner Martin Erik Andersens værker sig med myriader af sansninger og betydninger, som meditationer over rum og verdens indretning | „ |
| – Ur motiveringen för Thorvaldsenmedaljen 2014 | |   |

## Offentliga verk i urval
- 2013 etageri Krystalen, Nykredit. Kalvebod Brygge, Köpenhamn, Danmark
- 2009 Utan titel, Kungliga biblioteket, Njalsgade, Köpenhamn, Danmark
- 2006 Utan titel, neonslingor, Frederikshus, Aarhus universitet, Aarhus, Danmark
- 2001 We are free - Electricity, Frederikssunds gymnasium, Frederikssund, Danmark
- 1996 Ornamentplateau, Hvidovre skulpturpark, Hvidovre, Danmark[8]